# Turbia
Turbia es una serie de televisión por internet de antología dramática colombiana producida por Telepacífico, Contravía Films e Inercia Películas para la plataforma de streaming de TelevisaUnivision, Vix. Ambientada en Cali, Colombia, la serie se centra en una crisis ambiental y social debido a la escasez de agua producto de una sequía de varios meses.
Se lanzó a través de Vix el 25 de agosto de 2022.

## Premisa
En Cali, una sequía ha provocado que la ciudad entre en crisis. A pesar de las duras condiciones, los ciudadanos continúan con su vida cotidiana. Una zona privilegiada alberga a los ciudadanos más ricos y poderosos, mientras que la "zona seca" alberga al resto de la población. La zona seca carece de agua potable y está alcanzando los niveles más altos de violencia y corrupción.

## Episodios
| N.º | Título        | Dirigido por          | Escrito por                                                     | Fecha de lanzamiento original |
| --- | ------------- | --------------------- | --------------------------------------------------------------- | ----------------------------- |
| 1 | «Warer»       | Óscar Ruiz Navia      | Óscar Ruiz Navia César Augusto Acevedo                          | 25 de agosto de 2022          |
| Valeria vive encerrada en una mansión resguardada bajo la protección de su padre. Una noche, en una fiesta conoce a Mipez, un vendedor de droga que le muestra el otro mundo que se vive en Cali. Una desgracia les espera a los enamorados. Reparto: Serena Hebenstreit Alvarado, Juan Sánchez, Mario Bolaños, Miguel Ángel Viera y Rodrigo Vélez.                                                       |               |                       |                                                                 |                               |
| 2 | «Carrotanque» | Carlos Moreno         | Alonso Torres Carlos Moreno                                     | 25 de agosto de 2022          |
| La sequía en Cali tiene a todos bajo presión, comprando agua sucia a precios muy altos. Cucho un mecánico vive en un pequeño rancho con la constante amenaza de ser desplazado, por cosas del destino llega a sus manos un carrotanque que cambiará su vida. Reparto: Álvaro Rodríguez, Gladis Donado, Kevin Muñoz, Milton Tobar, Román Arias, Jorge Vanessa y Harold de Vasten.                          |               |                       |                                                                 |                               |
| 3 | «Desalojo»    | César Augusto Acevedo | César Augusto Acevedo                                           | 25 de agosto de 2022          |
| Una operación de desalojo es controlada por el capitán Montes quien ejerce abuso de poder sacando a la gente de sus casas por la fuerza. Los medios de comunicación junto con la policía manipulan la información a su favor después de matar inocentes. Reparto: Juan Carlos Martínez, Héctor Mejía, Ariel Martínez, Francia Márquez, Sara Eliza Ávila, Edwin Aguilar y Jorge Landazuri.                 |               |                       |                                                                 |                               |
| 4 | «Día cero»    | William Vega          | Alonso Torres Óscar Ruiz Navia                                  | 25 de agosto de 2022          |
| La gente de Cali tiene toda la esperanza en un viejo brujo que supuestamente hará que llueva, don Raúl. Aristizabal saca a Raúl de la cárcel y con ayuda de expertos le dan una imagen mística. Todo se complica cuando Raúl pierde su talismán, Ofir, su mujer. Reparto: Raúl Estrada, Mario Bolaños, Ángela García, Miguel Ángel Viera, Juan Carlos Martínez, Luisa Fernanda Arias y Lucía Amaya.       |               |                       |                                                                 |                               |
| 5 | «Laberinto»   | Jorge Navas           | Genny Cuervo Óscar Ruiz Navia Jorge Navas                       | 25 de agosto de 2022          |
| Un mundo subterráneo dentro de las alcantarillas se vive a diario en Cali, la guerra en busca de agua se vive en todas partes. Edgar la mano derecha de Aristizabal baja en una alcantarilla y lo toman de rehén para que los lleve a la fuente de agua. Reparto: Miguel Ángel Viera, Juan Carlos Martínez, Francisco Cucalón, Wendy Betancourt, Kevin Muñoz, Milton Tobar, Román Arias y Antonio Arroyo. |               |                       |                                                                 |                               |
| 6 | «Refugio»     | Santiago Lozano       | Alonso Torres Genny Cuervo Óscar Ruiz Navia Carlos Téllez Henao | 25 de agosto de 2022          |
| Aristizabal emprende un viaje con su chofer Roberto y su hija Valeria, están en busca de la curandera Enith que es la única que puede salvar a Valeria. Después de un largo camino la encuentran y el destino para todos cambia. Reparto: Mario Bolaños, Serena Hebenstreit Alvarado, Liliana Montes, John Álex Castillo, Alcardo Bonilla, Rubén Prado y Victoria González.                               |               |                       |                                                                 |                               |